# Florida Institute of Technology
Das Florida Institute of Technology ist eine private Hochschule in Melbourne im US-Bundesstaat Florida. Sie liegt 40 km vom Raketenstartgelände Cape Canaveral Space Force Station und wurde 1958 von einem dort beschäftigten Physiker gegründet. Das Studienangebot umfasst neben den Fachbereichen Aeronautik und Ingenieurwissenschaft auch Betriebswirtschaft, Psychologie und Geisteswissenschaften.

## Geschichte
Die Hochschule wurde am 22. September 1958 von dem Physiker Jerry Keuper unter dem Namen Brevard Engineering College in drei angemieteten Klassenzimmern einer High School gegründet. Es meldeten sich 148 männliche und sechs weibliche Studenten an, das Durchschnittsalter lag bei 33 Jahren. Die meisten Kurse wurden abends abgehalten. Die Studiengebühren betrugen 35 US-Dollar pro Kurs. Ein Jahr später wuchs die Studentenzahl auf über 500, die Schulbehörde untersagte jedoch die Nutzung der Schulräume, da sich die neue Bildungseinrichtung nicht an die vorgeschriebene Rassentrennung hielt. Daraufhin zog die Hochschule vorübergehend in eine Kirche, in eine leerstehende Kaserne und in ein Gebäude am Rand des Melbourne Orlando International Airport, bis sie 1961 ihren heutigen Standort in Melbourne bezog. Damals glaubten jedoch viele, dass die Hochschule keine Zukunft haben würde, im Gegensatz zu einigen prominenten Unterstützern wie Wernher von Braun oder  Astronaut Gus Grissom, dem 1962 die erste Ehrendoktorwürde der Universität verliehen wurde. 1964 wurde sie von der Southern Association of Colleges and Schools akkreditiert. Zwei Jahre später nahm sie ihren heutigen Namen an. In den 1960er und 1970er Jahren wuchs sie sprunghaft an, zahlreiche neue Studienprogramme wurden hinzugefügt.

## Studienangebote
In den folgenden Fachbereichen werden 236 verschiedene Studiengänge angeboten:
- College of Aeronautics
- College of Business
- College of Engineering & Science: Aerospace, Physics and Space Sciences, Biomedical and Chemical Engineering and Sciences, Computer Engineering and Sciences, Mathematical Sciences, Mechanical and Civil Engineering, Ocean Engineering and Marine Sciences
- College of Psychology & Liberal Arts: School of Arts and Communication, School of Behavior Analysis, School of Psychology

## Studenten
Die Hochschule wird von 7855 Studenten besucht, zusätzlich sind 1461 On-line-Studenten eingeschrieben. Der Anteil der Studentinnen beträgt 36 %, der Anteil ausländischer On-campus-Studenten 24 %. Die durchschnittliche Klassenstärke liegt bei 21 Studenten. Das Verhältnis Studenten zu Dozenten (Student to Faculty Ratio) ist 15:1.

## Studiengebühren
Die Studiengebühren für Bachelor-Studiengänge betragen 2023 rund 21.000 US-Dollar pro Semester, für Master-Studiengänge zwischen 900 und 1270 US-Dollar pro Credit Hour.